# Old Washington
Old Washington é uma vila localizada no estado norte-americano de Ohio, no Condado de Guernsey.

## Demografia
Segundo o censo norte-americano de 2000, a sua população era de 265 habitantes.
Em 2006, foi estimada uma população de 264, um decréscimo de 1 (-0.4%).

## Geografia
De acordo com o United States Census Bureau tem uma área de 1,7 km², dos quais 1,7 km² cobertos por terra e 0,0 km² cobertos por água. Old Washington localiza-se a aproximadamente 309 m acima do nível do mar.

## Localidades na vizinhança
O diagrama seguinte representa as localidades num raio de 16 km ao redor de Old Washington.